# Slag bij Hoke's Run
De Slag bij Hoke's Run vond plaats op 2 juli 1861 in Berkeley County, West Virginia. Deze slag is ook bekend als de Slag bij Falling Waters of de Slag bij Hainesville en maakt deel uit van de Manassas-veldtocht tijdens de Amerikaanse Burgeroorlog.
Op 2 juli 1861 stak de divisie van de Noordelijke generaal-majoor Robert Patterson de Potomac over. Daarna marcheerde hij verder naar Martinsburg. Nabij Hoke's Run botsten de brigades van kolonel John J. Abercrombie en kolonel George H. Thomas op Zuidelijke regimenten van kolonel Thomas Jacksons brigade. De Zuidelijken werden stelselmatig teruggedrongen. Jackson had het bevel gekregen om de Noordelijke opmars te vertragen, waarin hij goed slaagde. Op 3 juli bezette Patterson Martinsburg. Op 15 juli vertrok hij opnieuw nu richting Bunker Hill. In plaats van verder op te rukken naar Winchester, sloeg Patterson af naar het oosten richting Charles Town en trok zich toen terug naar Harpers Ferry.
De bewegingen van Patterson verminderde de druk op de Zuidelijke troepen in de Shenandoah vallei. Hierdoor slaagde brigadegeneraal Joseph E. Johnston erin om met zijn Army of the Shenandoah het leger van brigadegeneraal P.G.T. Beauregard te versterken bij Manassas Junction. Pattersons bewegingen waren dus deels verantwoordelijk voor de Noordelijke nederlaag in de Eerste Slag bij Bull Run op 21 juli 1861.